# Lorenzo Gatto
Pour les articles homonymes, voir Gatto.
Lorenzo Gatto, né à Bruxelles le 2 décembre 1986, est un violoniste belge, 2e prix au concours musical international Reine Élisabeth en 2009.

## Biographie
Lorenzo Gatto commence l’étude du violon à 5 ans. Dès l’âge de 12 ans, il intègre le Conservatoire royal de musique de Bruxelles dans la classe de Véronique Bogaerts où il obtient à 17 ans le diplôme supérieur de violon avec la plus grande distinction. Il se perfectionne par la suite auprès de Herman Krebbers aux Pays-Bas, d’Augustin Dumay à la Chapelle musicale Reine Élisabeth en Belgique et de Boris Kuschnir (Kunstuniversität de Graz et Conservatoire de Vienne). Il a par ailleurs travaillé avec de grands musiciens tels Salvatore Accardo, Zakhar Bron, Pamela Frank (en), Robert Mann (en), Midori Seiler (de), Seiji Ozawa, Julian Rachlin, etc.
Ayant été élu Rising Stars 2010-2011, Gatto fait ses débuts en récital sur les plus grandes scènes européennes comme le Concertgebouw d’Amsterdam, la Cité de la musique à Paris, le Musikverein de Vienne, ou encore à Athènes, Baden-Baden, Barcelone, Birmingham, Cologne, Hambourg, Luxembourg, Newcastle et Stockholm.
En Belgique, il est devenu un artiste incontournable au Palais des beaux-arts (le Bozar) (artiste en résidence pendant la saison 2010-2011) et à Flagey à Bruxelles, ainsi que sur les principales autres scènes musicales du pays. Il est régulièrement invité comme soliste par l'Orchestre national de Belgique, l'Orchestre royal philharmonique de Flandres (deFilharmonie), l’Orchestre philharmonique de Liège et l'Orchestre royal de chambre de Wallonie.
Au cours des dernières saisons, Gatto s’est aussi produit avec l'Orchestre philharmonique de la BBC, l'Orchestre philharmonique de Rotterdam, le Gelders Orkest, l'Orchestre philharmonique du Luxembourg, le Sinfonia Varsovia, les Moscow Virtuosi, le State Symphony Orchestra « New Russia », le National Radio Orchestra of Romania…
En dehors d’Europe, Lorenzo Gatto s’est aussi récemment produit au Japon, en Corée du Sud, aux États-Unis et à Abu Dhabi.
Gatto s’est ainsi produit en soliste sous la direction de Jean-Claude Casadesus, Augustin Dumay, Sascha Goetzel, P. Goodwin, Philippe Herreweghe, Emmanuel Krivine, Yannick Nézet-Séguin, Vassili Sinaïski, Vladimir Spivakov, Jaap van Zweden, G. Varga, Walter Weller…
Lorenzo Gatto a aussi assumé la direction artistique de plusieurs productions originales avec le Brussels Chamber Orchestra et le Netherlands Chamber Orchestra (Kamerorkest).
En musique de chambre, ses partenaires les plus réguliers furent Roberto Giordano (piano), Denis Kozhukhin (piano), Julien Libeer (piano), Éliane Reyes (piano), Denis Sungho (guitare), Jean-Claude Vanden Eynden (piano) ou encore, Camille Thomas (violoncelle) et Beatrice Berrut (piano) au sein du Trio Saint-Exupéry.
Dans un domaine plus expérimental, Gatto est apparu devant 50 000 spectateurs en plein air pendant le festival « Un violon sur le sable » de Royan 2011. Par ailleurs, il a formé avec ses amis violonistes Hrachya Avanesyan et Yossif Ivanov un trio décalé baptisé Trilogy.
À partir de 2015, Lorenzo Gatto et Julien Libeer (piano) commence l’enregistrement des sonates de Beethoven sous le label Alpha Classics. En 2016, leur premier opus gagne le « Diapason d’Or de l’année 2016 ». Ils enregistrent alors un deuxième et troisième opus. Ce dernier CD sortira en novembre 2019 et marquera la fin de l’enregistrement de l’intégrale des sonates pour violon et piano de Beethoven.

## Prix
Révélé aux yeux de la critique internationale par son 2e Prix et Prix du Public au Concours musical international Reine Élisabeth 2009, Lorenzo Gatto a aussi décroché plusieurs autres prix, dont le 1er Prix et Prix du Public au Concours international RNCM de Manchester (en 2004, à 18 ans) et le 1er Prix au Concours international Andrea Postacchini en Italie (en 2002, à 16 ans).
Lorenzo Gatto a aussi été fait, en juillet 2009, après sa belle prestation au Concours Reine Elisabeth, citoyen d'honneur d'Ittre, commune du Brabant wallon d'où il est originaire.
Julien Libeer et Lorenzo Gatto obtiennent le titre de « Diapason d’Or de l’année 2016 » grâce à leur enregistrement des sonates pour violon et piano n°9, 2 et 4 de Ludwig van Beethoven (Alpha-Classics).

## Quelques références
Dès l’âge de 12 ans, Lorenzo Gatto a été invité à jouer à des festivals et sur des scènes au niveau européen, telles que le Palais des Beaux-Arts (Bozar) et Flagey à Bruxelles, Philharmonie à Luxembourg, la salle Cortot à Paris, le Bridgewater Hall à Manchester, etc. C'est aussi avec les orchestres qu'il enrichit son expérience, jouant notamment avec le BBC Philharmonic Orchestra (sous la direction de V. Sinaisky), l'Orchestre national de Belgique (sous la direction de G. Varga, E. Aadland et E. Mazzola), l'Orchestre Royal Philharmonique de Flandres (deFilharmonie, sous la direction de P. Herreweghe et J. van Zweden), l'Orchestre philharmonique de Luxembourg (sous la direction de E. Krivine), l'Orchestre royal de chambre de Wallonie (sous la direction de P. Goodwin et A. Dumay) ; s'y ajoutent les diverses rencontres qu'il fait avec des musiciens tels Seiji Ozawa, Pamela Frank, Robert Mann, Midori, Zakhar Bron, Salvatore Accardo, Julian Rachlin.

## Discographie
- Ludwig van Beethoven, Sonates pour violon et piano n° 1, 5 et 10, Lorenzo Gatto (violon), Julien Libeer (piano), Alpha-Classics, 2018
- Ludwig van Beethoven, Sonates violon piano n° 9 « Kreutzer », n° 4 et n° 2, Lorenzo Gatto (violon), Julien Libeer (piano), Alpha-Classics, 2016
- Ludwig van Beethoven, Violin concerto and two romances, Orchestre de Chambre Pelléas, dir. Benjamin Levy, Zig-Zag Territoires, 2014>[5].
- Bohuslav Martinů, Violin concerto n° 2 et Symphony n° 1, Orchestre national de Belgique, dir. Walter Weller, Fuga Libera, 2012.
- Henri Vieuxtemps, The seven concertos, Orchestre philharmonique de Liège Wallonie Bruxelles, dir. Patrick Davin, Fuga Libera, 2011.
- Georges Enesco, Bohuslav Martinů, Vasilije Mokranjac, Deconstructing the Wall, Miloš Popović (piano), Fuga Libera, 2010.
- Wolfgang Amadeus Mozart, Divertimento, Diederik Suys (alto) et Sébastien Walnier (violoncelle), UT3 RECORDS, 2009.
- Paganini (compilation), Queen Elizabeth competition, 2009.
- Franz Schubert, Die Forelle, Griet De Geyter (soprano), Pascal Mantin (piano), Lorenzo Gatto (violon), Diederik Suys (alto), Walnier Sébastien (violoncelle), Bruno Suys (contrebasse), UT3 Records, 2007.

## Cl4ssiK
Lorenzo Gatto a cofondé en 2007 l’association "Cl4ssiK" dans le but de sensibiliser les jeunes à la musique classique .

## Violon
Lorenzo Gatto joue sur le Stradivarius « Joachim » datant de 1698.